# William Richard Gowers
William Richard Gowers, född den 20 mars 1845 i London, död där den 4 maj 1915, var en engelsk läkare.
Gowers blev 1870 medicine doktor, var sedan verksam som professor i klinisk medicin vid University College London och som läkare vid dess lasarett samt vid nationalsjukhuset för lama och fallandesjuka. Han gjorde sig ett namn genom självständiga iakttagelser över nervsystemets byggnad och sjukdomar. Sina forskningar över de i ögat försiggående förändringarna vid hjärn- och njursjukdomar med mera nedlade han i Manual and atlas of medical ophthalmoscopy (1879; 3:e upplagan 1894; med planscher i autotypi efter ritningar av honom själv). Genom Gowers Diagnosis of diseases in the spinal chord (3:e upplagan 1883) utvidgades kännedomen om ryggmärgssjukdomarna. Gowers viktigaste arbete är Manual of diseases of the nervous system (2 band, 1886-88; I i 3:e upplagan 1899, II i 2:a upplagan 1894). Gowers blev 1900 ledamot av Vetenskapssocieteten i Uppsala.